# 公益法人等
公益法人等（こうえきほうじんとう）は、日本の法人税法上の内国法人の一つ。

## 概要
本来事業は、剰余金配当と残余財産分配ができないので非課税。
収益事業、又は退職年金業務等を営む場合に限り、法人税などの納税義務を負うこととされ、本来事業を補助するための儲けは出せるが、個人への配当はできないために軽減税率で課税される。
具体的には法人税法の別表第2に掲げられ、弁護士会、一般財団法人及び一般社団法人（共に非営利型法人に該当するものに限る。）、
宗教法人、学校法人、社会医療法人などがこれに該当する。

## 法人税法 別表第2の法人
- 学校法人：私立学校法
- 企業年金基金：確定給付企業年金法
- 企業年金連合会：法律の条文明記なし
- 危険物保安技術協会：消防法
- 行政書士会： 行政書士法
- 漁業共済組合：漁業災害補償法
- 漁業共済組合連合会：漁業災害補償法
- 漁業信用基金協会：中小漁業融資保証法
- 漁船保険組合：漁船損害等補償法
- 勤労者財産形成基金：勤労者財産形成促進法
- 軽自動車検査協会：道路運送車両法
- 健康保険組合：健康保険法
- 健康保険組合連合会：健康保険法
- 原子力損害賠償・廃炉等支援機構：原子力損害賠償・廃炉等支援機構法
- 原子力発電環境整備機構：特定放射性廃棄物の最終処分に関する法律
- 高圧ガス保安協会：高圧ガス保安法
- 広域的運営推進機関：電気事業法
- 広域臨海環境整備センター：広域臨海環境整備センター法
- 公益財団法人：一般社団法人及び一般財団法人に関する法律及び公益社団法人及び公益財団法人の認定等に関する法律
- 公益社団法人：一般社団法人及び一般財団法人に関する法律及び公益社団法人及び公益財団法人に認定等に関する法律
- 更生保護法人：更生保護事業法
- 小型船舶検査機構：船舶安全法
- 国家公務員共済組合：国家公務員共済組合法
- 国家公務員共済組合連合会：国家公務員共済組合法
- 国民健康保険組合：国民健康保険法
- 国民健康保険団体連合会：国民健康保険法
- 国民年金基金：国民年金法
- 国民年金基金連合会：国民年金法
- 一般財団法人（非営利型法人に該当するものに限る。）：一般社団法人及び一般財団法人に関する法律
- 市街地再開発組合：都市再開発法
- 自動車安全運転センター：自動車安全運転センター法
- 司法書士会：司法書士法
- 社会医療法人：医療法
- 社会福祉法人：社会福祉法
- 社会保険労務士会：社会保険労務士法
- 一般社団法人（非営利型法人に該当するものに限る。)：一般社団法人及び一般財団法人に関する法律
- 宗教法人：宗教法人法
- 住宅街区整備組合：大都市地域における住宅及び住宅地の供給の促進に関する特別措置法
- 酒造組合：酒税の保全及び酒類業組合等に関する法律
- 酒造組合中央会：酒税の保全及び酒類業組合等に関する法律
- 酒造組合連合会：酒税の保全及び酒類業組合等に関する法律
- 酒販組合：酒税の保全及び酒類業組合等に関する法律
- 酒販組合中央会：酒税の保全及び酒類業組合等に関する法律
- 酒販組合連合会：酒税の保全及び酒類業組合等に関する法律
- 商工会：商工会法
- 商工会議所：商工会議所法
- 商工会連合会：商工会法
- 商工組合（組合員に出資をさせないものに限る。）：中小企業団体の組織に関する法律
- 商工組合連合会（会員に出資をさせないものに限る。）：中小企業団体の組織に関する法律
- 使用済燃料再処理機構：原子力発電における使用済燃料の再処理等の実施に関する法律
- 商品先物取引協会：商品取引所法
- 消防団員等公務災害補償等共済基金：消防団員等公務災害補償等責任共済等に関する法律
- 職員団体等（法人であるものに限る。）：職員団体等に対する法人格の付与に関する法律
- 職業訓練法人：職業能力開発促進法
- 信用保証協会：信用保証協会法
- 生活衛生同業組合（組合員に出資をさせないものに限る。）：生活衛生関係営業の運営の適正化及び振興に関する法律
- 生活衛生同業組合連合会（会員に出資をさせないものに限る。）
- 税理士会：税理士法
- 石炭鉱業年金基金：石炭鉱業年金基金法
- 船員災害防止協会：船員災害防止活動の促進に関する法律
- 全国健康保険協会：健康保険法
- 全国市町村職員共済組合連合会：地方公務員等共済組合法
- 全国社会保険労務士会連合会：社会保険労務士法
- 損害保険料率算出団体：損害保険料率算出団体に関する法律
- 地方競馬全国協会：競馬法
- 地方公務員共済組合：地方公務員等共済組合法
- 地方公務員共済組合連合会：地方公務員等共済組合法
- 地方公務員災害補償基金：地方公務員災害補償法
- 中央職業能力開発協会：職業能力開発促進法
- 中央労働災害防止協会：労働災害防止団体法
- 中小企業団体中央会：中小企業等協同組合法
- 投資者保護基金：証券取引法
- 独立行政法人（別表第一第一号の表に掲げる以外のもので、国又は地方公共団体以外の者に対し、利益又は剰余金の分配その他これに類する金銭の分配を行わないものとして財務大臣が指定をしたものに限る。）：独立行政法人通則法及び同法第一条第一項（目的等）に規定する個別法
- 土地改良事業団体連合会：土地改良法
- 土地家屋調査士会：土地家屋調査士法
- 都道府県職業能力開発協会：職業能力開発促進法
- 日本行政書士会連合会：行政書士法
- 日本勤労者住宅協会：日本勤労者住宅協会法
- 日本公認会計士協会：公認会計士法
- 日本司法書士会連合会：司法書士法
- 日本商工会議所：商工会議所法
- 日本消防検定協会：消防法
- 日本私立学校振興・共済事業団：日本私立学校振興・共済事業団法
- 日本税理士会連合会：税理士法
- 日本赤十字社：日本赤十字社法
- 日本電気計器検定所：日本電気計器検定所法
- 日本土地家屋調査士会連合会：土地家屋調査士法
- 日本弁護士連合会：弁護士法
- 日本弁理士会：弁理士法
- 日本水先人会連合会：水先法
- 認可金融商品取引業協会：金融商品取引法
- 農業共済組合：農業災害補償法
- 農業共済組合連合会：農業災害補償法
- 農業協同組合連合会（医療法二十三年法律第二百五号）第三十一条（公的医療機関の定義）に規定する公的医療機関に該当する病院又は診療所を設置するもので政令で定める要件を満たすものとして財務大臣が指定をしたものに限る。)：農業協同組合法
- 農業信用基金協会：農業信用保証保険法
- 農水産業協同組合貯金保険機構：農水産業協同組合貯金保険法
- 負債整理組合：農村負債整理組合法
- 弁護士会：弁護士法
- 保険契約者保護機構：保険業法
- 水先人会：水先法
- 輸出組合（組合員に出資をさせないものに限る。）：輸出入取引法
- 輸入組合（組合員に出資をさせないものに限る。）：輸出入取引法
- 預金保険機構：預金保険法
- 労働組合（法人であるものに限る。）：労働組合法
- 労働災害防止協会：労働災害防止団体法

## 他の法律により公益法人等とみなされる法人
- マンション建替組合：マンションの建替え等の円滑化に関する法律44条
- マンション敷地売却組合：マンションの建替え等の円滑化に関する法律139条1項
- 特定非営利活動法人：特定非営利活動促進法70条
- 防災街区整備事業組合：密集市街地における防災街区の整備の促進に関する法律164条の2
- 政党：政党交付金の交付を受ける政党等に対する法人格の付与に関する法律13条1項
- 管理組合法人：建物の区分所有等に関する法律47条13項
- 認可地縁団体：地方自治法260条の2第16項